# Autostrada A27 (Belgio)
L'Autostrada A27 belga parte da Herve, fino ad arrivare al confine con la Germania, congiungendosi con la Bundesautobahn 60; è lunga 61 km.

## Percorso
|      |                                               |        |                |  |  |
| Tipo | Indicazione                                   | Uscita | Strada europea |  |  |
|      | Battice                                       | 1      |                |  |  |
|      | Barriera Battice                              |        |                |  |  |
|      | Chaineux                                      | 2      |                |  |  |
|      | Dison                                         | 3      |                |  |  |
|      | Lambermont, Verviers                          | 4      |                |  |  |
|      | Ensival, Verviers (solo carreggiata sud)      | 5      |                |  |  |
|      | Heusy, Verviers                               | 6      |                |  |  |
|      | Theux                                         | 7      |                |  |  |
|      | Area di parcheggio "Polleur"                  |        |                |  |  |
|      | Spa                                           | 8      |                |  |  |
|      | Sart Jalhay (solo carreggiata sud)            | 9      |                |  |  |
|      | Francorchamps                                 | 10     |                |  |  |
|      | Area di parcheggio "Francorchamps"            |        |                |  |  |
|      | Malmédy                                       | 11     |                |  |  |
|      | Bellevaux-Ligneuville (solo carreggiata sud)  | 12     |                |  |  |
|      | Recht                                         | 13     |                |  |  |
|      | Area di parcheggio "Emmelserwald"             |        |                |  |  |
|      | Sankt-Vith-Nord                               | 14     |                |  |  |
|      | Sankt-Vith-Süd                                | 15     |                |  |  |
|      | Lommersweiler (solo carreggiata sud)          | 16     |                |  |  |
|      | Area di parcheggio "Drei Hütten"              |        |                |  |  |
|      | Lommersweiler (solo carreggiata nord)         | 16     |                |  |  |
|      | Bundesautobahn 60 Confine di Stato - Germania |        |                |  |  |